# Related
Related ist eine US-amerikanische Fernsehserie, die von Oktober 2005 bis März 2006 vom US-Fernsehnetwork The WB erstausgestrahlt wurde. Im Zentrum stehen vier Schwestern mit italienischen Wurzeln, deren Mutter früh starb. Sie wurden von ihrem Vater in Brooklyn aufgezogen und wohnen noch in New York City. Die Serie ist ein Genremix aus Komödie und Drama.
Hinter der Serie stehen große Namen, wie Liz Tuccillo (Drehbuchschreiberin von Sex and the City) und Marta Kauffman (Koproduzentin von Friends).

## Figuren

### Hauptfiguren
- Ginnie (Jennifer Esposito): Sie ist die älteste der vier Schwestern (31), zielstrebig, emotional, eine erfolgreiche Anwältin und lebt mit ihrem Mann Bob in Manhattan.
- Anne (Kiele Sanchez): Die zweitälteste der Schwestern (vermutlich 29). Anne ist Therapeutin mit ihrer eigenen Praxis und wohnt ebenfalls in Manhattan. Sie war lange Zeit mit Danny zusammen, muss aber in der ersten Staffel hart um ihn kämpfen.
- Marjee (Lizzy Caplan): Marjee ist 23 und die Chaotische in der Familie. Sie hat das College abgebrochen, kann nie einen Job behalten und ist nicht an ernsthaften Beziehungen mit Männern interessiert. Den Großteil der ersten Staffel arbeitet sie als Partyplaner.
- Rose (Laura Breckenridge): Die jüngste der Schwestern und das „Baby“ in der Familie. Sie ist 19 und studiert an der NYU (anfangs Medizin, sie wechselt aber gleich zum Beginn der Serie in den „Experimental Theater Wing“, also ins Theater). Sie macht in der ersten Staffel erste Kontakte mit Sex und Beziehungen, und versucht, sich selbst zu finden.
- Bob Spencer (Callum Blue): Bob ist Ginnies Ehemann. Er ist aus England und arbeitet als Toningenieur im Musikbusiness.

### Wichtige Figuren
- Joe Sorelli (Tom Irwin): Joe Sorelli, der Vater der Sorelli-Schwestern. Er wohnt in Brooklyn und heiratet im Laufe der ersten Staffel Renée. Er besitzt einen Delikatessenladen.
- Joel (Kyle Howard): Joel studiert am NYU Medizin. Er ist Roses bester Freund und in sie verliebt.
- Renée (Christine Ebersole): Renée ist erst „nur“ Joes Freundin, später heiraten die beiden aber.
- Danny (Dan Futterman): Danny ist Annes Exfreund. Die beiden waren sechs Jahre zusammen, aber Danny macht Schluss. Sie lieben sich aber noch, und versuchen, wieder zusammenzukommen, was allerdings durch äußere Umstände erschwert wird. Danny besitzt auch ein Restaurant in Manhattan, das „Sabroso“.
- Jason Greenstein (Julian Ovenden): Jason ist anfangs mit Trish zusammen, verlässt sie dann aber, um mit Marjee zusammen zu sein.
- Marco (Victor Webster): Marco arbeitet im Delikatessenladen von Joe und hat mit Anne eine kurze Beziehung.
- Zach (Andrew Keegan): Zach ist ein Student und wohnt im selben Studentenheim wie Rose. Er und Anne haben eine kurze Beziehung, nachdem Danny mit ihr Schluss gemacht hat.
- Trish Houghton (Anne Ramsay): Trish ist zeitweise Marjees Boss. Sie ist besessen von ihrem Hund und mit Jason Greenstein zusammen, der eine Affäre mit Marjee eingeht.
- Alex Brody (Chris Carmack): Alex ist eine Zeit lang Roses Freund (die beiden sind zusammen im „Experimental Theater Wing“). Er verlässt sie aber und geht nach Hollywood, um ein Star zu werden.